# Oldenbora
Das Oldenbora Open Air Festival ist ein jährlich an Pfingstsonntag stattfindendes eintägiges House-Music-Festival im Beachclub Nethen in Rastede. Mit 10.000 Besuchern zählt die Oldenbora zu einem der größten Festivals für elektronische Musik im Nordwesten Deutschlands.

## Geschichte
Die Oldenbora fand das erste Mal im Jahr am 1. Mai 2007 in der Oldenburger Innenstadt auf dem Waffenplatz statt. Die Idee und das Motto war „tagsüber feiern wie auf Ibiza“. Die erste Oldenbora fand mit ca. 1000 Besuchern statt. Im zweiten Jahr musste man die Location wechseln. Der neue Veranstaltungsort im Jahr 2008 war das Außengelände des Studio B hinter dem Bowlingcenter in Oldenburg im Stadtteil Osternburg. Der neue Veranstaltungsort wurde von den Gästen gut angenommen, so dass im Jahr 2008 die Zahl der Besucher auf knapp 2000 anstieg. Im Jahr darauf fand die Oldenbora zum letzten Mal auf dem Außengelände des Studio B statt. Mit fast 3000 Gästen stieß man an die Kapazitätsgrenzen des Geländes. Im Jahr 2010 fand das Festival im Gewerbegebiet Tweelbäke in Oldenburg statt. Auf dem Firmengelände der Firma Schöbel konnten zum ersten Mal zwei Areas aufbauen. Es gab eine Area im Freien und eine zweite in einer großen Industriehalle. Das Oldenbora-Festival konnte so 4000 Gäste verzeichnen. Im Jahr darauf wechselte der Veranstaltungsort innerhalb des Gewerbegebietes, die Firma Schmacker stellte ihr Gelände zur Verfügung und bot Platz für 6000 Besucher. 2012 fand die Oldenbora das erste Mal am Strand statt, im Beachclub Nethen. Der Erfolg stellte sich sofort ein und die Anzahl der Gäste wuchs auf knapp 10.000 Gäste. Seit 2012 findet nun die Oldenbora im Beachclub Nethen statt und war ab 2013 immer mit 10.000 Gästen ausverkauft.

## Line-Up
2012

Plastik Funk, Tujamo, Boris Dlugosch, hey today!, Mark Bale, DB, Don Rossi, Dusty Wires, Fränk, Housefreakz, isamsoe, Jamie Loca, Phazz, Splinta, Audio:Punx, Christian Schröder, Dennis Meyer, Edior, Elektromotoren, Pierce, Stereorocker, Markus Wesen

2013

Crazibiza, Butch, Lissat&Voltaxx, Micha Moor, Stereo Express, Juliet Sikora, Tim Royko, Bastim, Mark Bale, Nic, Tobi Kramer, Audio:Punx, Renata Glizijan, Dennis Meyer, Stereorocker, Don Rossi, Phazz, Dusty Wires, Fränk, Phish, isamsoe, Christian Schröder & Pascal M., Tim Duwensee, Edior, Cassio, Schaefer & SØN, Viktor Czyzewski, Elektromotoren

2014

Robin Schulz, Stephan Bodzin, Dubvision, Umami, My Digital Enemy, Super Flu, Mark Bale, Filtertypen, Dansir, Chocolate Puma, Ryan Stephens, Basti M, Audio:Punx, Don Rossi, Switch Off, Louis Dinkgrefe, Pascal M., Cassio, Dennis Meyer, Nicky Jones, Tim Duwensee, Stereorocker, Dusty Wires, Axel von Wuthenau

2015 

Einmusik, Gamper & Dadoni, Marcapasos & Janosh, Jens Bond, Roul and Doors, &ME, Oliver Huntemann, Mark Bale, Prok & Fitch, Dan Caster, Björn Störig, Hard Rock Sofa, Dansir, RICD, Monkey Safari

2016

Alle Farben, Extrawelt, Kryder, AKA AKA & Thalstroem, Bart B More, The Glitz, Kollektiv Ost, Rey & Kjavik, Weiss, Alpharock, Holl & Rush, Raumakustik, André Winter, Mark Bale, Nicky Jones, Dansir, Pascal M., Switch Off, Don Rossi, Tim Duwensee, KANT, Dennis Meyer, Stereorocker, Kuestenklatsch, Roger Horton, Isamsoe

2017

Ostblockschlampen, Kill The Buzz, Andreas Henneberg, NEW_ID, Miyagi, Marc Werner, Thomas Gold, Lexy & K-Paul (live), Animal Trainer, Niko Schwind B2B Björn Störig, Bebetta, MÖWE (live), Martin Waslewski, Switch Off, Mark Bale, Audio:Punx (live), The Cube Guys, René Amesz, Davidé, Pascal M., Kuestenklatsch, Kaylab, Nicky Jones, Louis Dinkgrefe, DirrtyDishes, Roger Horton, Audiostunts & Mahumba, Dansir, Ton Don, Felix Schrader, Das Fachpersonal, Bastian Nouvo
2018
Will Sparks, Moonbootica, Oliver Koletzki, Moguai, Riva Starr, Tocadisco, Klangkuenstler, Tom & Jame, Thomas Lizarra, Rich vom Dorf, Stereo Express, Ferreck Dawn, HRSSN, Marc Bale, Switch Off, Louis Dinkgrefe, Audio Stunts & Mahumba, Kuestenklatsch, Das Fachpersonal, Kaylab, Pascal M., Roger Horton, Nicky Jones, Bastian Nouvo, Guru Da Beat, Ton Don, Felix Schrader, Dansir
2019
Laidback, Marek Hemmann, Watermät, Wankelmut, Sascha Braemer, Lexer, Olly James, Maddix, Kid Simius, David Penn, Tinush, Mark Bale, Mat.Joe, Jaden Bojsen, Annett Gapstream, Dansir, Kuestenklatsch, Louis Dinkgrefe, Roger Horton, Pascal M., Stan Sax, Guru da Beat, Nicky Jones, Kaylab, Das Fachpersonal, Bastian Nouvo, Felix Schrader, Ton Don, Shuma, Heckel, Lari Luke aka. Larissa Rieß, Tait Eita Soundsystem (Harris (Rapper)) DJ Rafik, Saint One, Rammair, Herr Vorragend, Jenson
2022
Sander van Doorn, ANDHIM, Oliver Huntemann, Lari Luke, YOUNOTUS, Beauty & the Beats, Dirty Doering, Wankelmut, Retrovision, Marcus Meinhardt, Robosonic, Kurd Maverick, Anahit Vardanyan, Mark Bale, Annett Gapstream, Davidé, Dansir, Juizzed, Stunnah & Genzo, Switch Off, The Coast, Miami Lenz, Das Fachpersonal, No.Mads, Kaylab, Bastian Nouvo, Rammair, Herr Vorragend, Jenson, Nicky Jones